# Тим Умизуми
Тим Умизуми (у употреби и Умизуми тим, енгл. Team Umizoomi) америчка је интерактивна анимирано-играна телевизијска серија за децу, са нагласком на предшколским математичким концептима, као што су бројање, секвенце, облици, обрасци, мерења и упоређивања. У центру приче је тим који чине мини суперхероји Мили и Гео и робот по имену Бот. Мили, Гео и Бот сматрају гледаоце њихових "Уми-пријатељима" и подстичу их да развију своје "Моћне математичке способности!". Дешавања се обично одвијају у и око Уми-града, живописног града на којем су улице поплочане шарама инспирисаним оригамијем.
У Сједињеним Америчким Државама, Тим Умизуми је премијерно приказивана од 25. јануара 2010. до 24. априла 2015. године на каналу Ник џуниор. У Србији, Црној Гори, Босни и Херцеговини и Републици Македонији, серија је премијерно емитована од 2013. до 2015. године на српској верзији Ник џуниора, синхронизована на српски језик. Синхронизацију је радио студио Голд диги нет.

## Преглед
| Сезона | Сезона | Епизоде | Премијерно емитовање | Премијерно емитовање |
| Сезона | Сезона | Епизоде | Почетак              | Крај                 |
| ------ | ------ | ------- | -------------------- | -------------------- |
|        | 1      | 19      | 25. јануар 2010.     | 6. децембар 2010.    |
|        | 2      | 20      | 18. октобар 2010.    | 13. октобар 2011.    |
|        | 3      | 19      | 14. октобар 2011.    | 6. децембар 2012.    |
|        | 4      | 20      | 4. фебруар 2013.     | 24. април 2015.      |

## Карактеристике
Свака епизода Тима Умизуми садржи следеће:
- Задатак да се изврши, обично да помогне детету са проблемом. Завршавање главног задатка захтева комплетирање неколико под-задатака, а често се јављају непредвиђене потешкоће које морају бити превазиђене. Сваки под-задатак генерално подразумева математичко образложење о обрасцима, секвенцама, бројању, геометријским облицима или другим математичким концептима.
- Ликови на екрану директно комуницирају с дететом које гледа емисију и охрабрују га да учествују у емисији, иако је то учињено више пута него у већини Ник џуниорових цртана, уобичајено у овом програму је да на почетку неко пита "Да ли волиш ...".
- Мешавина играног и анимације. Тим и околина су анимирани, али особа којој се помаже често је право дете, или понекад одрасла особа. У граду или на другим местима, други људи су приказани у позадини. У поређењу са редовним људима, анимирани ликови у тиму су мањи од једне стопе. Актери у живим акцијама су неакредитовани у одјавној шпици.
- Када је главни задатак завршен, тим пева песму и изводи плес под именом „Лудо се тресимо” што подразумева брзо тресење и шишање напред-назад. Дете гледајући емисију подстичу да учествују у плесу.
- "Како то функционише?" У неким епизодама се даје једноставно објашњење свакодневног процеса, као што је пут млека од фарме до тржишта, или како се пакети сортирају у пошти, мада у другом случају, могућ је сукоб са реалношћу, нпр. речено је да ако писмо или пакет нема довољно маркица, он се испразни у корпу "Не доставити", док ће у стварном животу то само вратити пошиљаоцу.

## Ликови
- Мили је 6-годишња девојчица која је Геова старија сестра и има способности везане за обрасце и мерење. Ако је, док је у авантури, неопходно довршити следећи елемент у образцу како би се нешто постигло, Мили може променити своју розе хаљину у било који образац и онда може испунити тај образац певањем "Моћ шаблона". Њене кике се могу користити за мерење ствари, које иницирају певањем "Мили мери".
- Гео је 5-годишњи дечак који је Милин млађи брат који путује свуда на својим суперскејтовима, док носи плаву кацигу и одговарајућу кошуљу. Има способности везане за геометријске облике и носи обруч за облик који може стварати предмете склапањем облика и певањем "Супер облици". Често када је Тим Умизуми заглављен, и потребан је неки тип возила како би им помогао, Гео ће схватити шта им треба, представити план за возило које је потребно, а затим сарађивати са дететом да састави облике потребне за попуњавање плана. Такође поседује магнет облика који му помаже да пронађе облике кроз препреке и разазнач облика који му помаже да подели облике.
- Бот је зелени робот и пријатељ Мили и Геа који воли да пева и плеше. Његове способности су функционалније од математике. Његове руке и ноге се могу проширити да би дошли до ствари, рекавши "руке проширите се" или "ноге проширите се". Има мали пријемник (попут сателитске антене) на глави за пријем позива, назван Уми Аларм. Такође има екран на предњој страни, назван "Трбухо-екранчић", како би могли гледати видео снимке / фотографије као и видео позив са неким коме је потребна помоћ. Такође има одељак за чување на полеђини свог тела, који се зове Бот-о-мат, у ком често носи све што је тиму потребно. У свакој епизоди представљен је као "Најбољи робот пријатељ".
- Уми-ауто је вољени мали жути и наранџасти аутомобил који вози екипу где год је потребна њихова помоћ. Виђен је и како игра кошарку са тимом, против лутака. Уми-ауто је прилагођен да одговара потребама тима трансформисањем или камуфлирањем у зависности од мисије.

## Улоге
| Лик      | Глас          | Српски глас        |
| -------- | ------------- | ------------------ |
| Мили     | Софија Фокс   | Мирјана Стојановић |
| Гео      | Итан Кемпнер  | Јована Гавриловић  |
| Бот      | Донован Патон | Никола Булатовић   |
| Уми-ауто | Пи Ти Волкли  | Милан Тубић        |